# Західно-центральна частина штату Ріу-Гранді-ду-Сул (мезорегіон)
Західно-центральна частина штату Ріу-Гранді-ду-Сул (порт. Mesorregião do Centro Ocidental Rio-Grandense) — адміністративно-статистичний мезорегіон в Бразилії, входить в штат Ріу-Гранді-ду-Сул. Населення становить 556 062 чоловік на 2005 рік. Займає площу 25 954,689 км². Густота населення — 21,4 чол./км².

## Склад мезорегіону
В мезорегіон входять наступні мікрорегіони:
1. Рестінга-Сека
2. Санта-Марія
3. Сантіагу

| Бразилія | Це незавершена стаття з географії Бразилії. Ви можете допомогти проєкту, виправивши або дописавши її. |